# Marià Garcia i Mas
Marià Garcia i Mas (València, 1858 - 1912) fou un pintor i escultor valencià.
El 1880 va realitzar una estàtua de l'escultor Vergara que li va donar accés a marxar pensionat a Roma, gràcies a una beca de la diputació de València. Un cop a Itàlia, va realitzar obres com l'estàtua de Joan de Joanes (actualment al Museu de Belles Arts de València).
A nivell pictòric destaquen algunes obres com L'enterrament de Crist, tot i que es va especialitzar en la realització d'aiguaforts. També va conrear la ceràmica.